# Букмол

Поширеність двох форм норвезької за муніципалітетами Норвегії, 2007.
Букмол
Нюношк
Нейтрально

Бу́кмол (норв. bokmål — книжна мова; до 1929 р. — ріксмол) — один з двох письмових варіантів норвезької мови, офіційна письмова мова Норвегії на рівні з нюношк. До 1929 р. називалася «ріксмол» (норв. riksmål). Букмол використовують на письмі 85-90 % населення Норвегії, вона поширена у всіх великих містах, а також на сході й півночі Норвегії. Мова сформувалася внаслідок мовних контактів східнонорвезьких діалектів (передусім діалекту міста Осло) з данською мовою.

## Історія
У XIV столітті Норвегія вступила в унію з Данією, і данська мова стала мовою національної еліти. Під впливом міських говірок вона видозмінилася. Словниковий склад поповнився лексикою з діалектів східних норвежців.
У 1814 році унія з Данією розпалася, Норвегія була змушена вступити в унію зі Швецією, де знову виникло питання про національну мову. Групі ентузіастів на чолі з письменником Генріком Верґеланном (норв. Henrik Wergeland) здалося логічним використовувати як національну мову дансько-норвезьке койне — ріксмол (норв. riksmål — державна мова). Представники норвезького націоналістичного руху виступали за розвиток нової письмової норвезької мови — лендмол (норв. landsmål — народна мова). До моменту розірвання унії зі Швецією у 1905 році обидві мови вже були досить розвинені. У 1929 році, після декількох мовних реформ, від ріксмола відокремилася нова форма — букмол (норв. bokmål — книжкова мова), від лендмола — нюнорськ (норв. nynorsk — новий норвезький).
У 1907 та 1917 роках були зроблені спроби кодифікації мови спеціальною реформою. У 1938 році дві норвезькі захотіли об'єднати в самнорск (норв. samnorsk — загальнонорвезьку). Але у 1959 році, після кількох акцій протесту, повернули дві звичні форми.
Орфографічні реформи в Данії проходили паралельно з Норвегією, рідномовці букмол можуть майже вільно читати данською, хоча фонетичні відмінності в розмовній мові більш очевидні.